# Rue Neuve (Mons)
Pour les articles homonymes, voir Rue Neuve.
La rue Neuve de la ville de Mons est une rue qui va de la rue de Nimy à la rue du Onze Novembre.
Le BAM (Beaux-Arts Mons) est situé au n°8 de la rue Neuve.